# تشارلز ويلسون (سياسي)
تشارلز نيسبيت ويلسون (بالإنجليزية: Charles Nesbitt Wilson)‏؛ (1 يونيو 1933 - 10 فبراير 2010)، ضابط بحرية أميريكي سابق و ممثل عن الديمقراطيين في الكونغرس الأميريكي. وأهم أدواره هو تحريك الحكومة الأميركية لدعم المجاهدين الأفغان في محاربة السوفييت. وأنتج فيلم سينمائي يعرض دورع في هذه العملية سمي «حرب تشارلز ويلسون» (بالإنجليزية: Charlie Wilson's War)‏.

## انجازاته

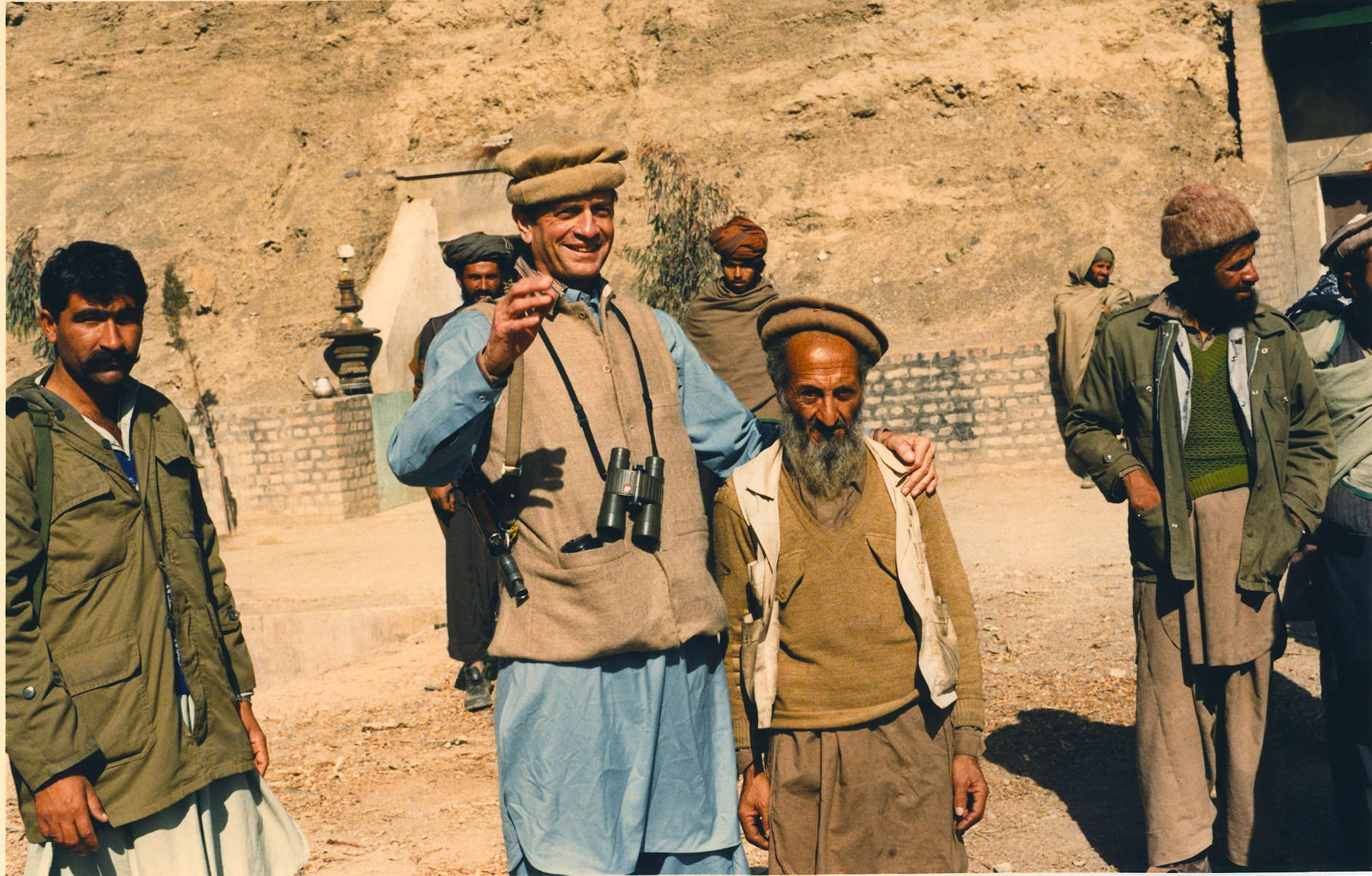
تشارلز ويلسون خلال زيارته لأفغانستان في عقد 1980م

وقد اشتهر الرائد في الكونغرس في دعم عملية الإعصار، وهي أكبر عملية لوكالة الاستخبارات المركزية السرية (سي آي إيه) من أي وقت مضى، والتي في ظل إدارة ريغان زودت المجاهدين الأفغان بالمعدات العسكرية بما في ذلك الأسلحة المضادة للطائرات مثل صواريخ مضادة للطائرات ستينغر، وضابط من القوات شبه العسكرية من أنشطة خاصة الشعبة إلى خلال الحرب السوفياتية في أفغانستان.

## حياته
ولد ويلسون في بلدة صغيرة من ترينتي، ولاية تكساس، حيث درس في مدرسة عامة، وتخرج من في مدرسة ترينتي الثانوية في 1951. و حين كان طالبا في جامعة ولاية سام هيوستن في هانتسفيل (تكساس) ، تم تعيينه في الأكاديمية البحرية للولايات المتحدة، حيث حصل على درجة البكالوريوس وتخرج الثامن من أسفل فصله في عام 1956. حصل على ثاني أكبر عدد من السيئات في تاريخ الأكاديمية.
بين عامي 1956 و 1960، عمل ويلسون في القوات البحرية للولايات المتحدة، وبلغ رتبة ملازم. بعد أربع سنوات باعتباره ضابط سطح أسطول، تم تعيينه في وزارة الدفاع كجزء من وحدة الاستخبارات التي قيمت قوات الاتحاد السوفياتي النووية.

## وفاته
توفي ويلسون في 10 فبراير 2010 في مستشفى ميموريال في وفكين وفكين بولاية تكساس ، حيث تم نقله بعد انهياره. [22] وقيل إنه عانى من سكتة قلبية. وقال روبرت غيتس، وزير الدفاع الأمريكي عنه: «فقدت أميركا رجلا وطنيا غير عادي الذي أظهر أن شخص واحد شجاع وعاقد العزم يمكن أن يغير مجرى التاريخ».
تلقى ويلسون خدمة القبر مع مرتبة الشرف العسكري الكامل في مقبرة أرلينغتون الوطنية في 23 فبراير 2010.

## روابط خارجية
- تشارلز ويلسون على موقع IMDb (الإنجليزية)
- تشارلز ويلسون على موقع إن إن دي بي (الإنجليزية)